# Liste der Baudenkmäler im Ennepe-Ruhr-Kreis

Ennepe-Ruhr-Kreis

Die Liste der Baudenkmäler im Ennepe-Ruhr-Kreis nennt die Listen für Baudenkmäler im Ennepe-Ruhr-Kreis.
- Liste der Baudenkmäler in Breckerfeld
- Liste der Baudenkmäler in Ennepetal
- Liste der Baudenkmäler in Gevelsberg
- Liste der Baudenkmäler in Hattingen
- Liste der Baudenkmäler in Herdecke
- Liste der Baudenkmäler in Schwelm
- Liste der Baudenkmäler in Sprockhövel
- Liste der Baudenkmäler in Wetter (Ruhr)
- Liste der Baudenkmäler in Witten

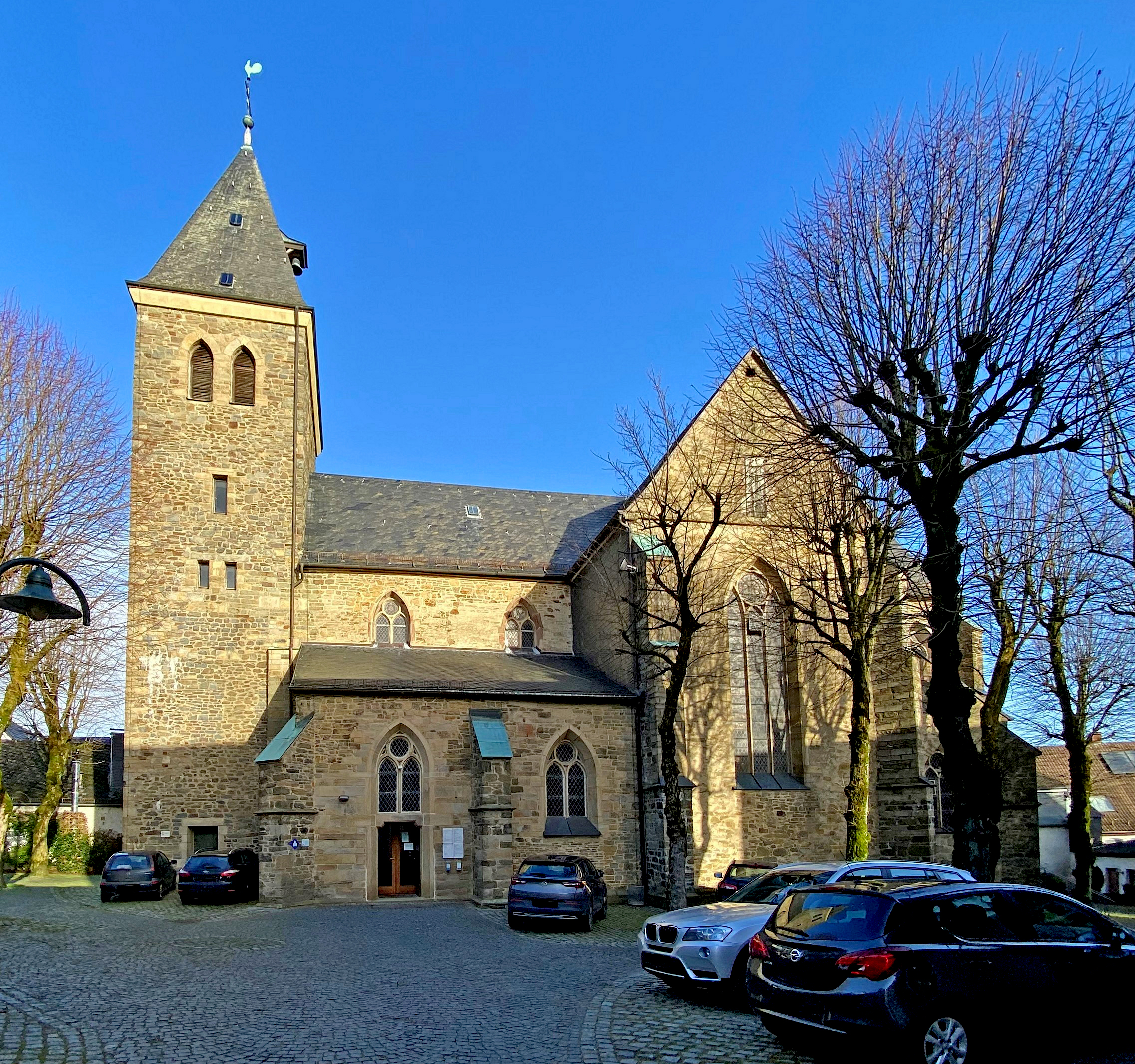
Jakobuskirche (Breckerfeld)
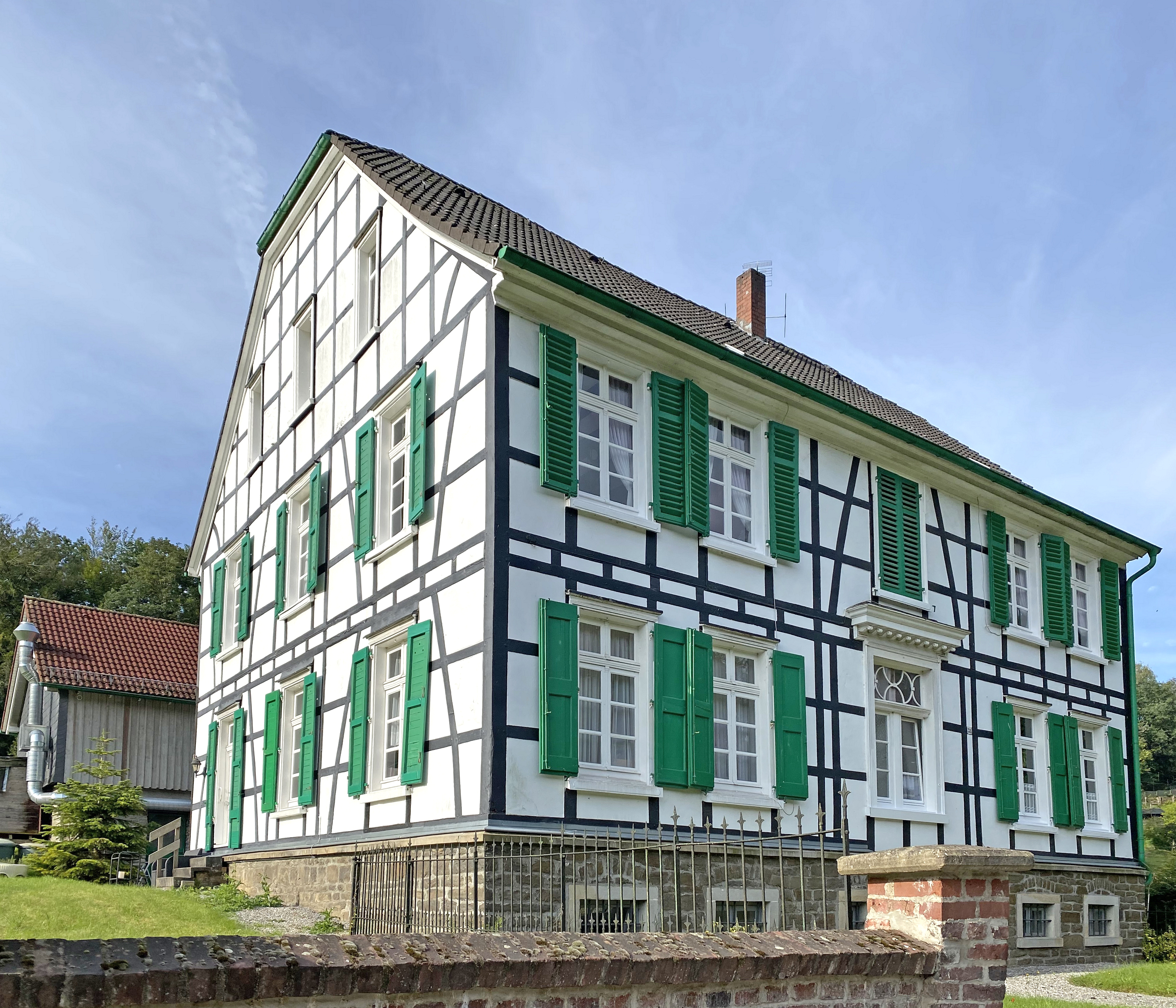
Fachwerkhaus (Ennepetal)
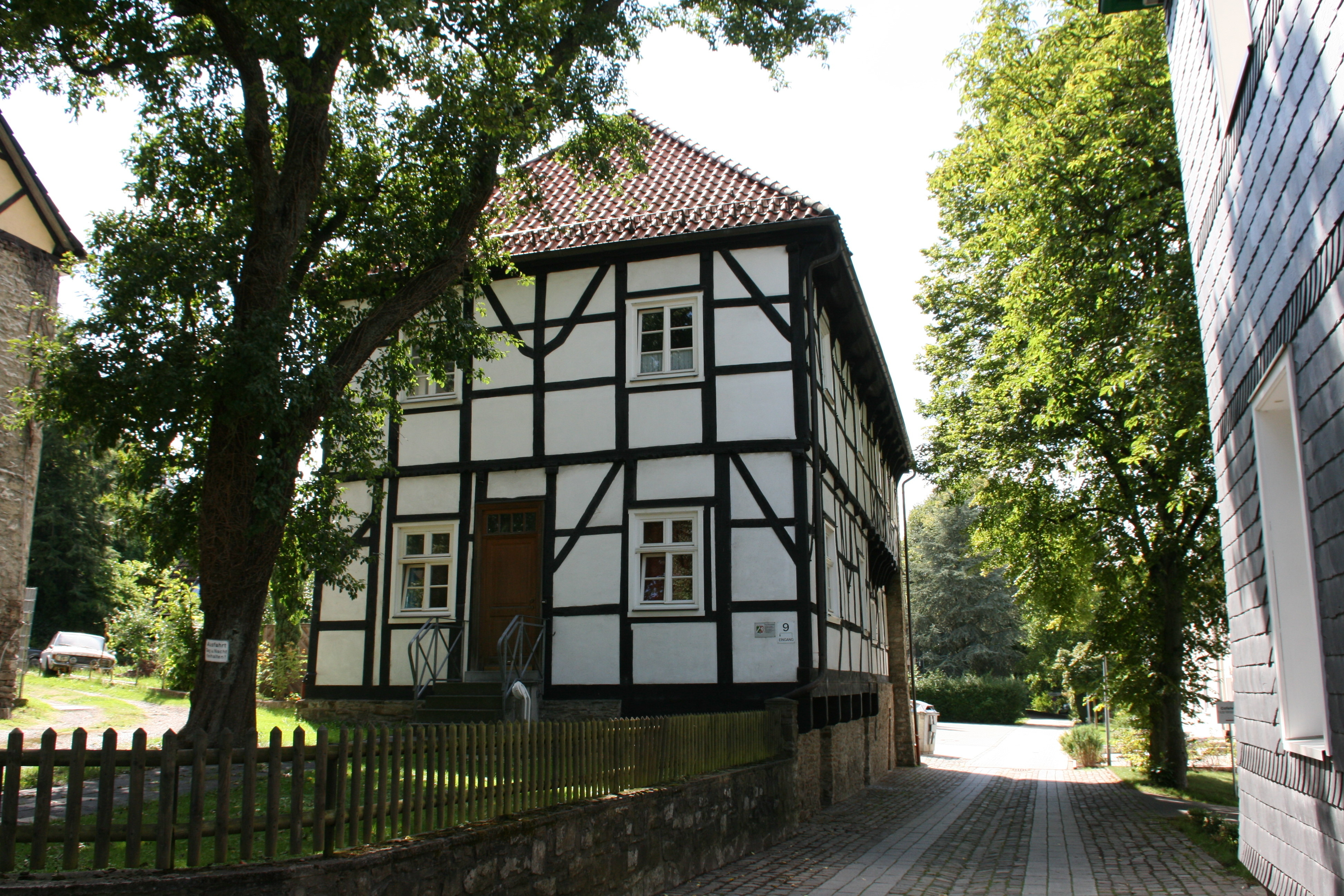
Altes Äbtissinnenhaus (Gevelsberg)
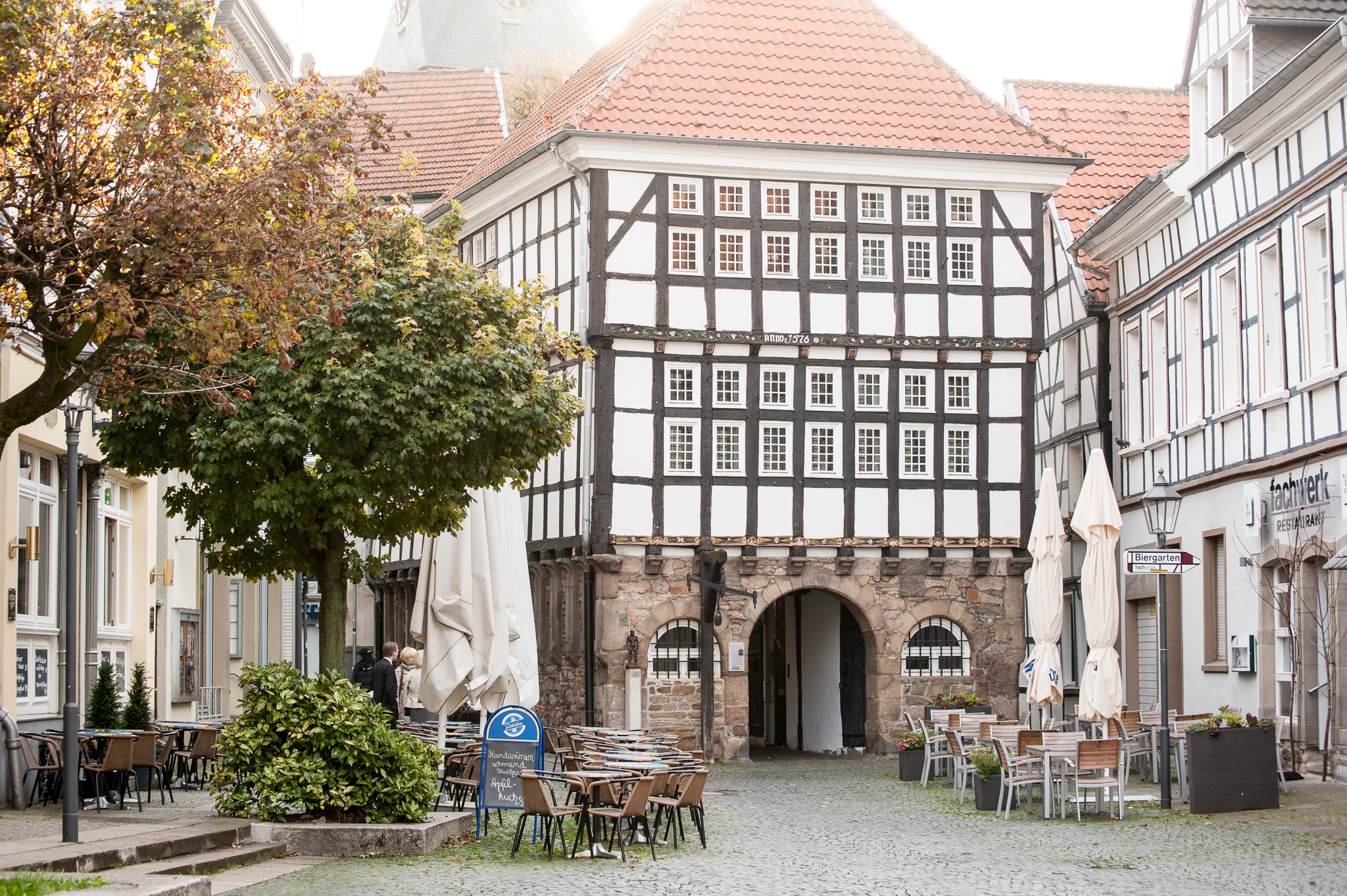
Altes Rathaus (Hattingen)
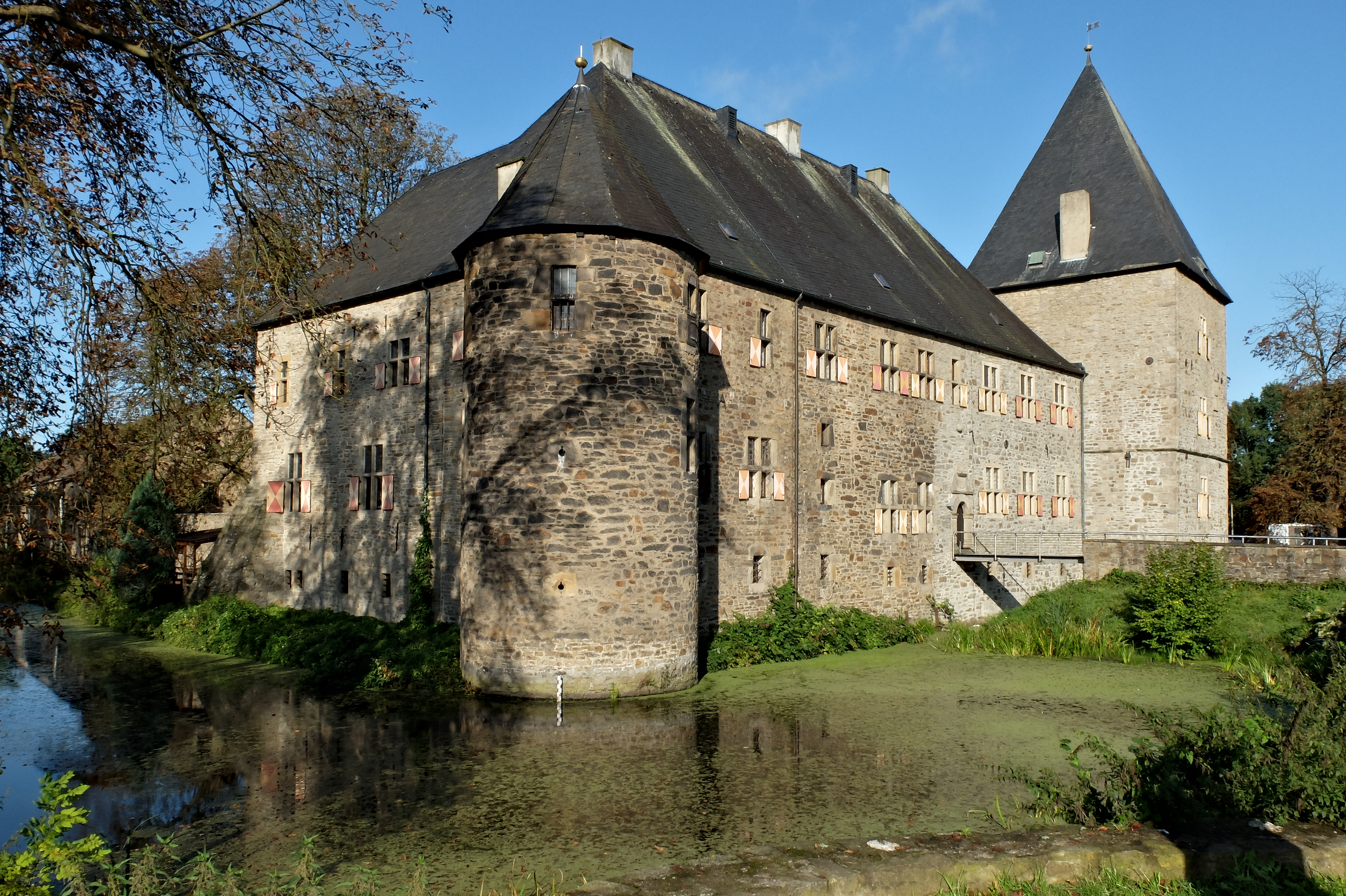
Wasserburg Haus Kemnade (Hattingen)
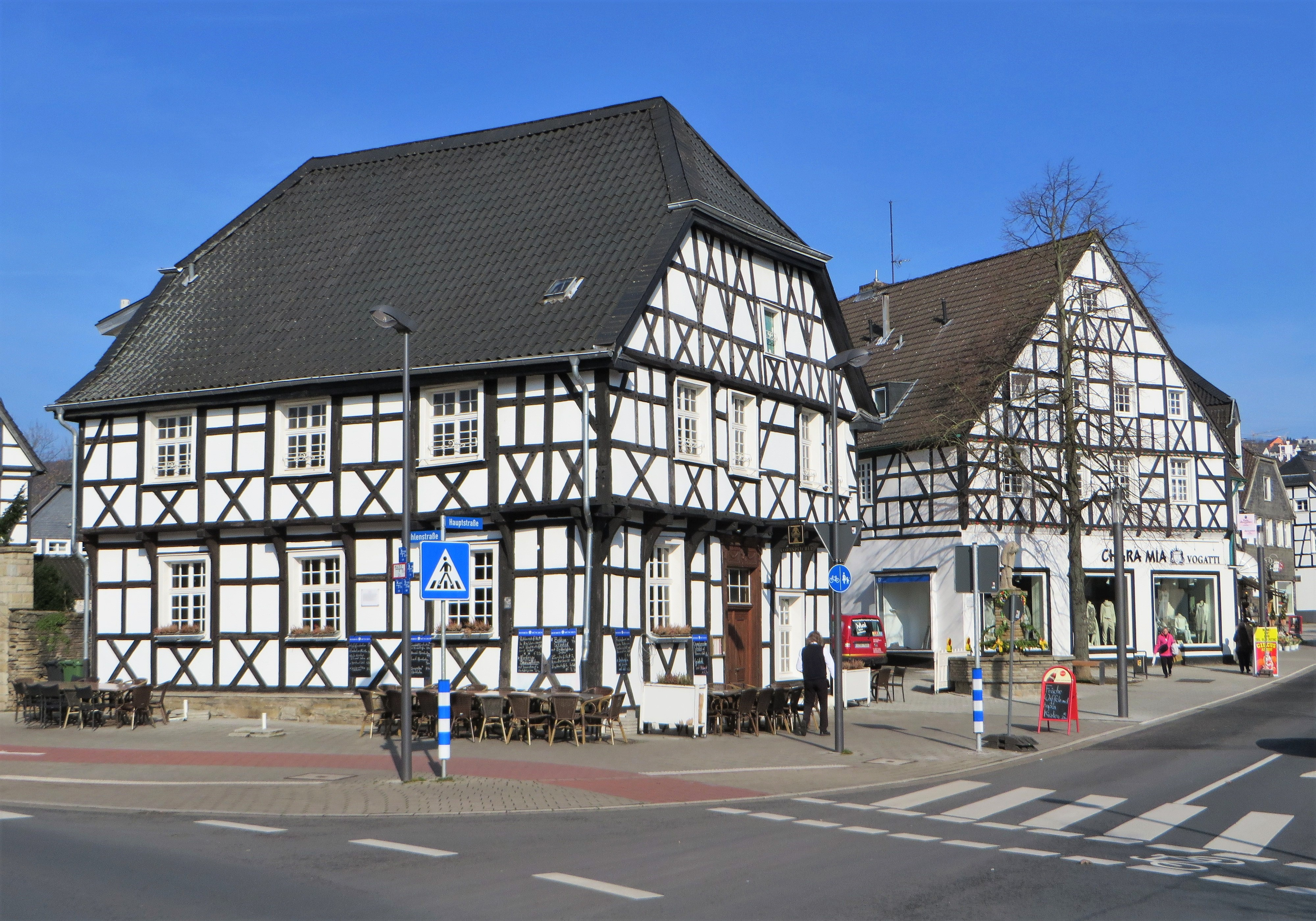
Fachwerkhäuser (Herdecke)
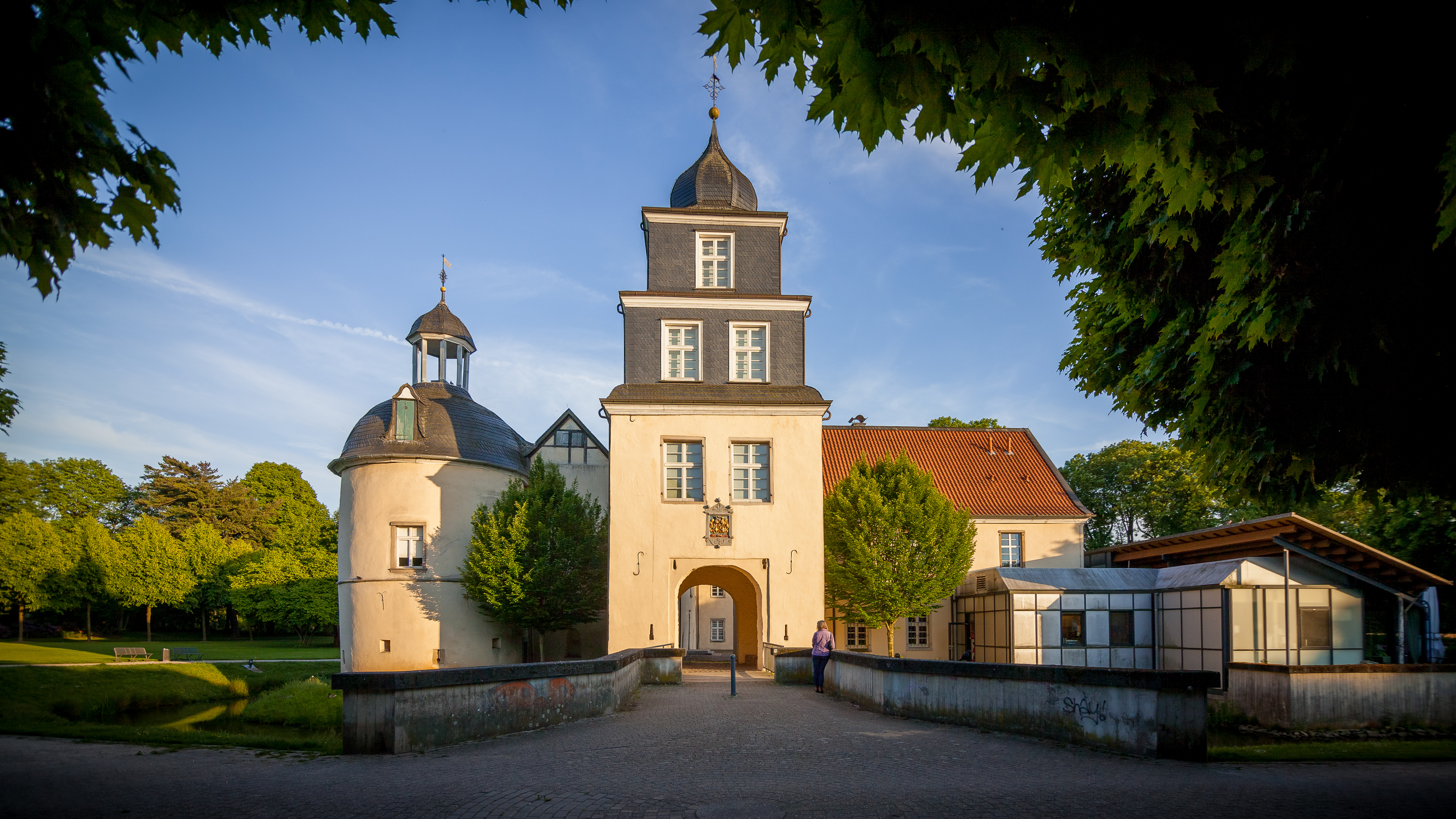
Haus Martfeld (Schwelm)
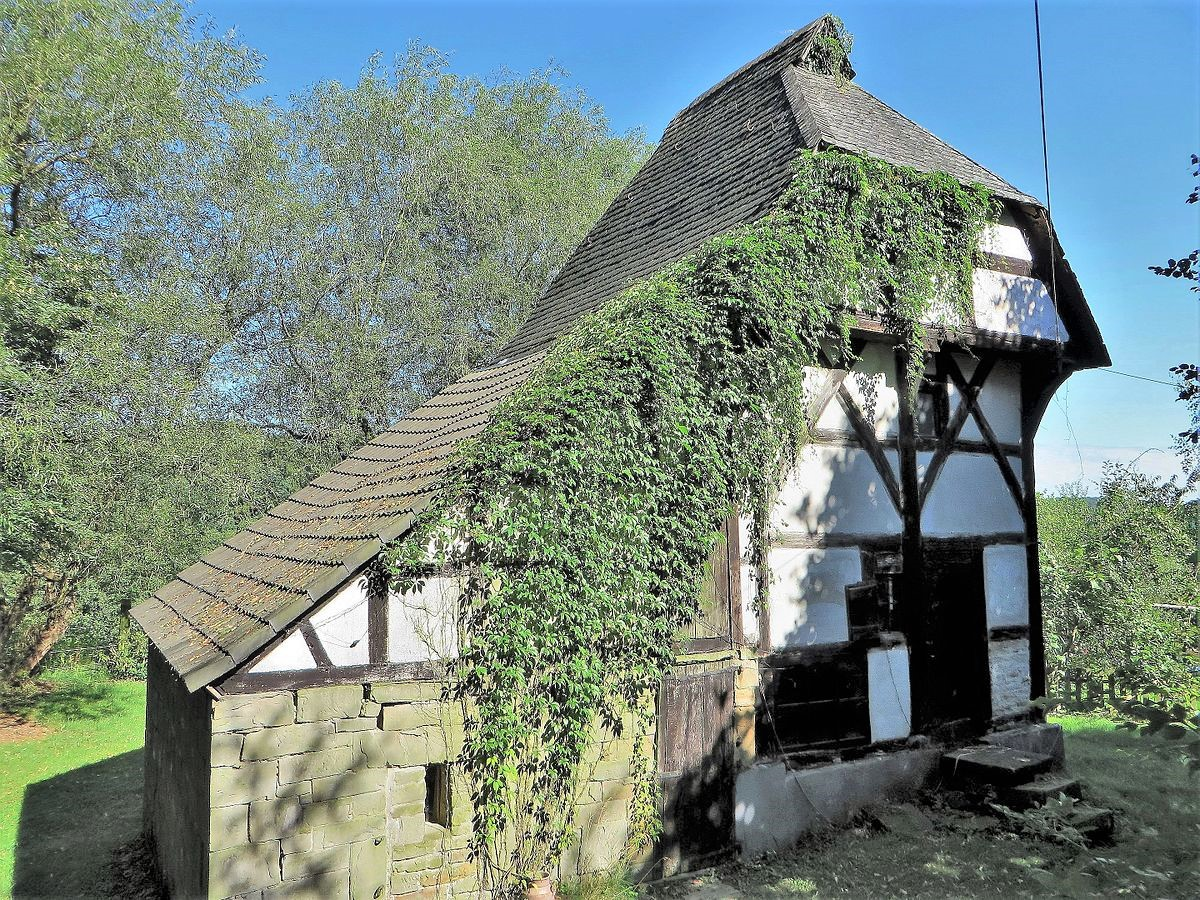
Speicherbackhaus (Sprockhövel)
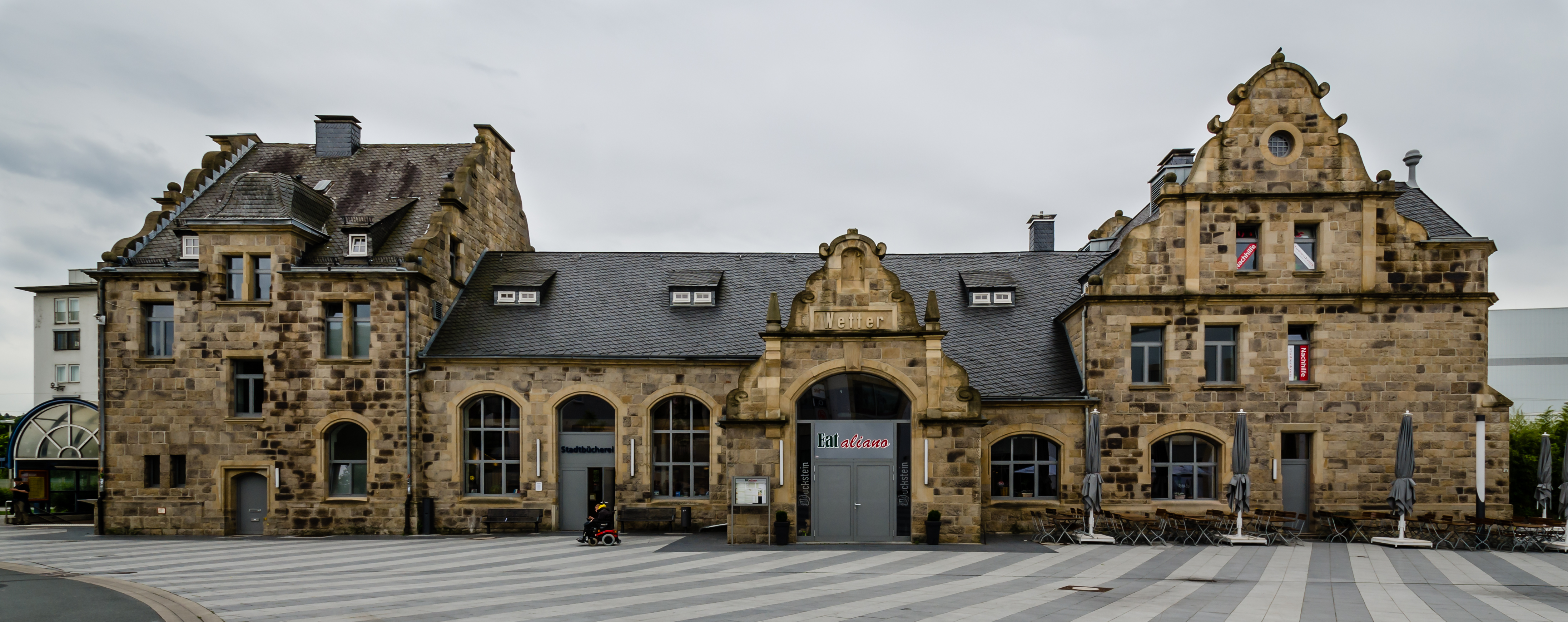
Bahnhof (Wetter-Ruhr)
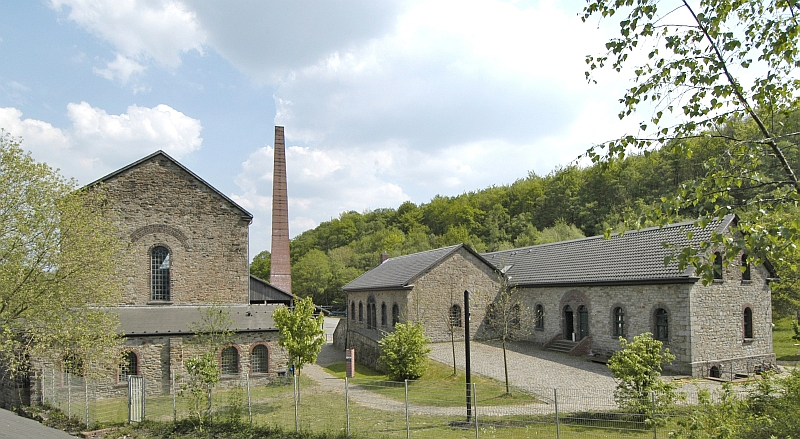
Zeche Nachtigall (Witten)